# Norilsk Nickel
Norilsk Nickel (ros. ГМК «Норильский Никель», w skrócie Норникель) – przedsiębiorstwo górniczo-hutnicze w Federacji Rosyjskiej. Specjalizuje się w wyszukiwaniu, wydobyciu, przetwarzaniu niklu i palladu, produkowaniu i realizacji produkcji na podstawie materiałów naturalnych.

## Warunki naturalne dla powstania przedsiębiorstwa

### Geografia i klimat
Norylsk to miasto na północy w Kraju Krasnojarskim Rosji nad rzeką Jenisej, które znajduje się w subarktycznej strefie klimatycznej Syberii. Średnia temperatura w najbardziej zimnym miesiące (styczniu) jest od -25C do -30C, a w najbardziej ciepłym (lipcu) – od 12C do 14C.

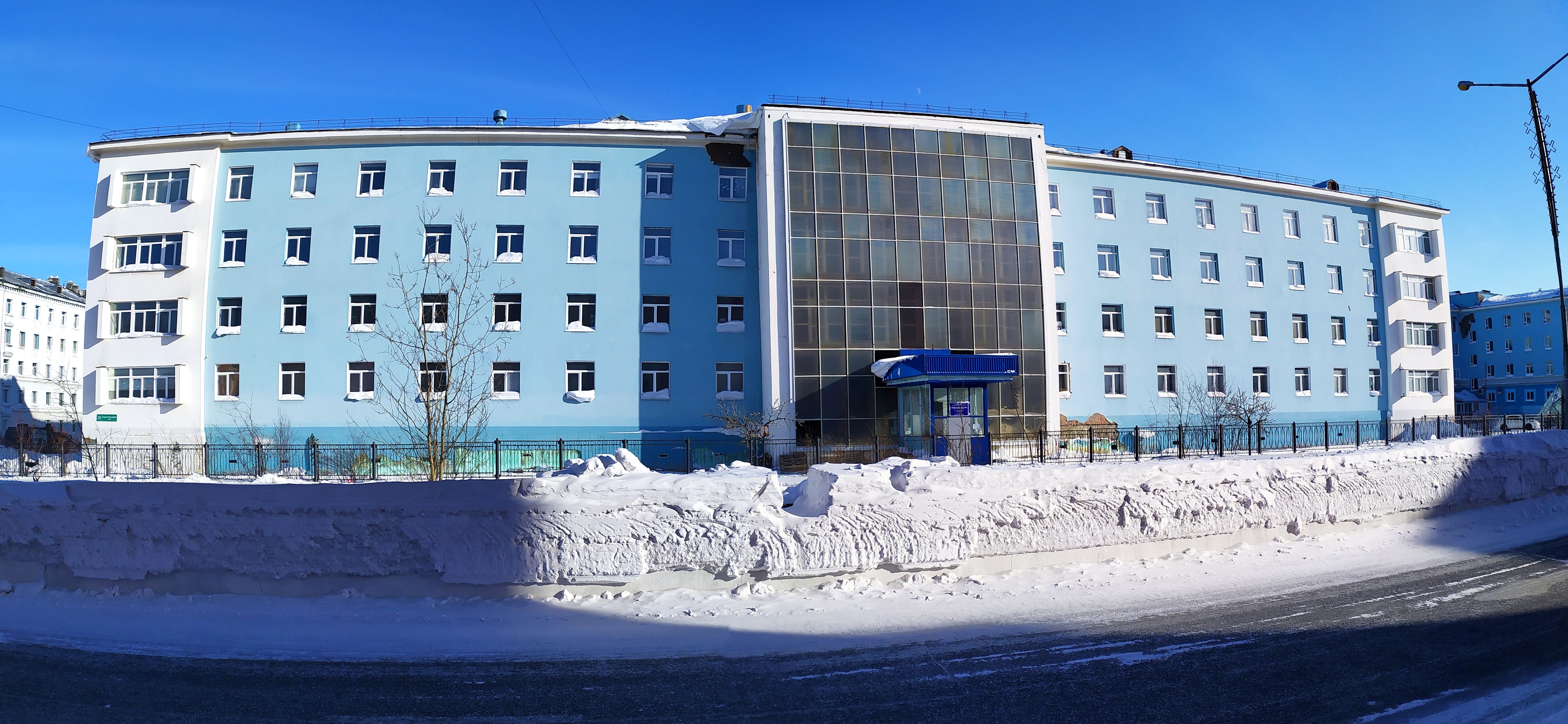
zima w Norylsku

### Budowa geologiczna
Norylsk znajduje się na Wyżynie Środkowosyberyjskiej, gdzie skały osadowe powstały w epoce paleozoicznej i kenozoicznej. Z czasem kształtowały duże kompleksy wulkaniczne, w wyniku których pojawiły się rudy niklu, platyny i miedzi.
Dzisiaj rejon ma zasoby niklu 70% ogółu rezerw rosyjskich, miedzi 70%, platyny 89% i kobaltu.

## Historia

### Zagospodarowanie złoża
Proces pojawienia pierwszych wiosek nad rzeką Jenisej zaczynał się na początku XVI wieku. W latach 1650 w powiecie Jenisej mieszkaniec znalazł pierwszą miedź. Później w latach 1719–1720-ch po podpisaniu Piotrem I ukazu o naukowych badaniach w Syberii zaczynały się aktywnie wyszukiwania minerałów. Podczas tego procesu były napisane kilka prac naukowych na podstawie rożnych analiz ziemi: Karla Ernsta von Baera „Najnowsze informacje o najbardziej wysuniętej na północ części Syberii pomiędzy rzekami Hatanga i Piaseczna” oraz Alexandra von Middendorffa „Podróż na północ i wschód Syberii”.

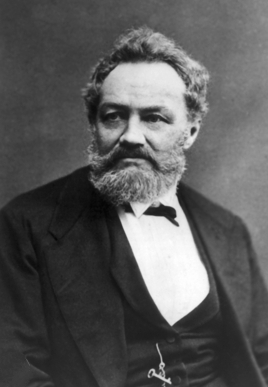
Alexander von Middendorff

W 1865 roku, wraz z ustanowieniem pierwszego słupa dla miedzi, rozpoczęto przetwarzanie złoża norylskiego. W czasie pojawiają się nowe słupy w zależności od zasób (węgiel, siarczki, nikiel), nowe różne badania i prace naukowe (Aleksandra Sotnikova „Do kwestii eksploatacji norylskiego (Dudinskiego) złoża węgla kamiennego i rudy miedzi (w związku z praktycznym wdrożeniem i rozwojem Północnej Drogi Morskiej)”; Borysa Rożkowa i Michała Bazżyna „Geologiczno-petrograficzny zarys rudnego Norylska”).
Na podstawie badań i zebranych materiałów z Norylska w 1935 roku Rada Komisarzy Ludowych ZSRR podejmowała decyzje o zbudowaniu w Norylsku Kombinat niklu.

### Czasy ZSRR
Równolegle z budowo Kombinatu kontynuowały się badania złoża.
Po rozpoczęciu II wojny światowej została używana praca przymusowa kilkuset tysięcy Polaków, które były deportowany z teren Kresów Wschodnich Drugiej Rzeczypospolitej, w kopalniach niklu. Oni mieszkali w obozach specjalnych pod nadzorem żołnierzy NKWD i pracowali w bardzo ciężkich umowach, z powodu czego obserwowałaś duża śmiertelność.
W 1942 roku pracownicy potrafili zrobić pierwszy Feinstein, w 1943 r. zaczęli robić elektroliz niklu.
Dzięki modernizacji w 1953 roku zostało wyprodukowano 35% niklu, 12% miedzi, 30% tlenku węgla od ogólnej produkcji danych rodzaju metali w całym kraju.
W 1960 roku zostało otwarte jedno z największych na świecie złoża rudy miedzi i niklu na półwyspie Tajmyrskim, dzięki czemu zaczęło się budowanie nowych kopalń i miasta Tałnach.
W 1981 roku zaczęły pracę fabryka wzbogacania w mieście Tałnach oraz Nadeżdinski zakład metalurgiczny.

### Czasy Federacji Rosyjskiej
W latach 1990 odbyły się transformacja i akcje przedsiębiorstw, w wyniku czego one się stały spółkę akcyjną zamiast koncernu państwowego.
W 2006 roku Norilsk Nickel wziął udział w opracowaniu złoża masłowskiego. Podczas pracy przez cztery lata lat wydobył niklu 728 tys. ton, miedzi 1,1 mln ton, platyny 12,5 mln uncji, złota 1,3 mln uncji.
W 2015 roku został uruchomiony projekt kompleksu fabryki wzbogacania w Norylsku.

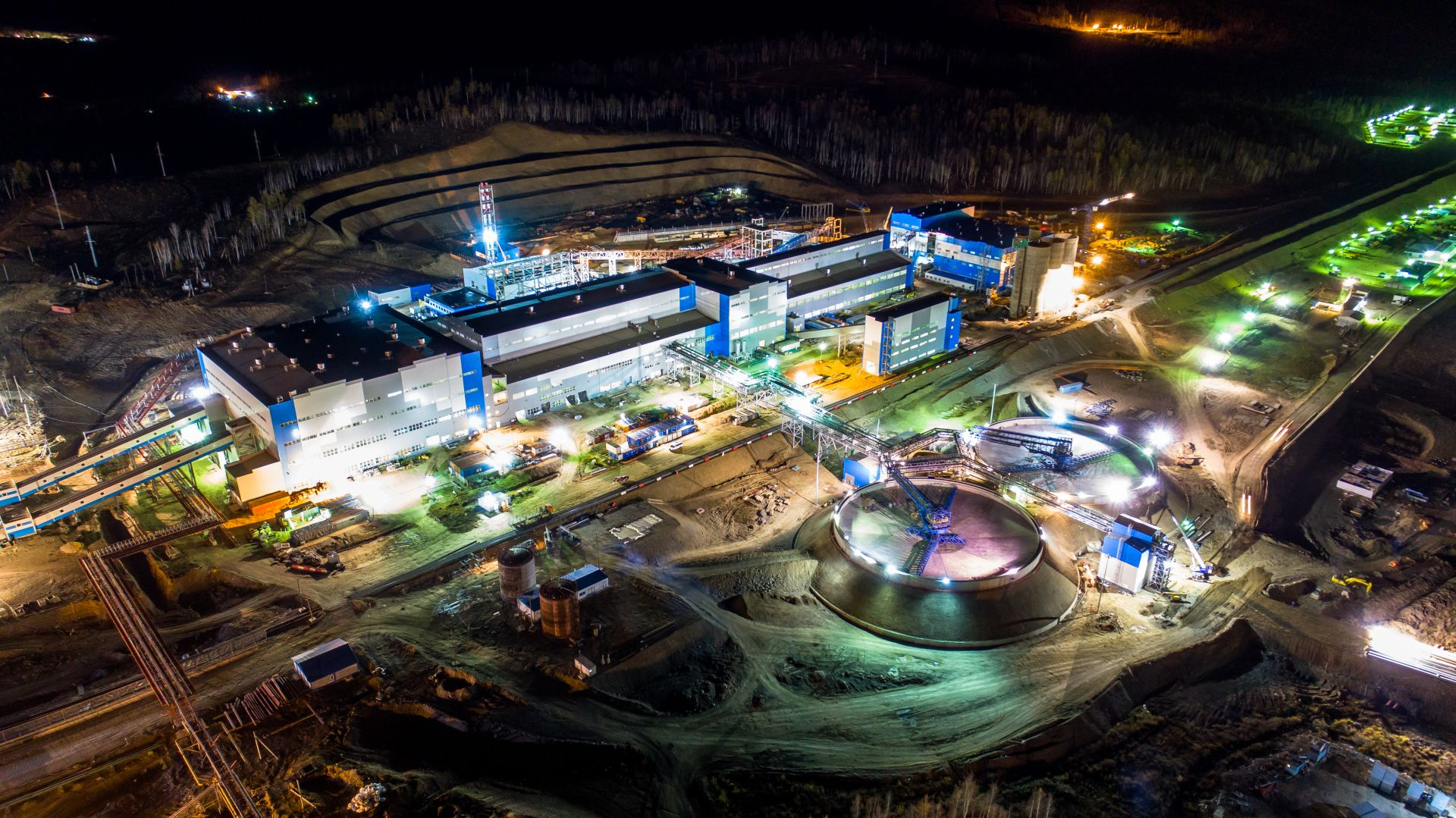
Norylsk Nickel

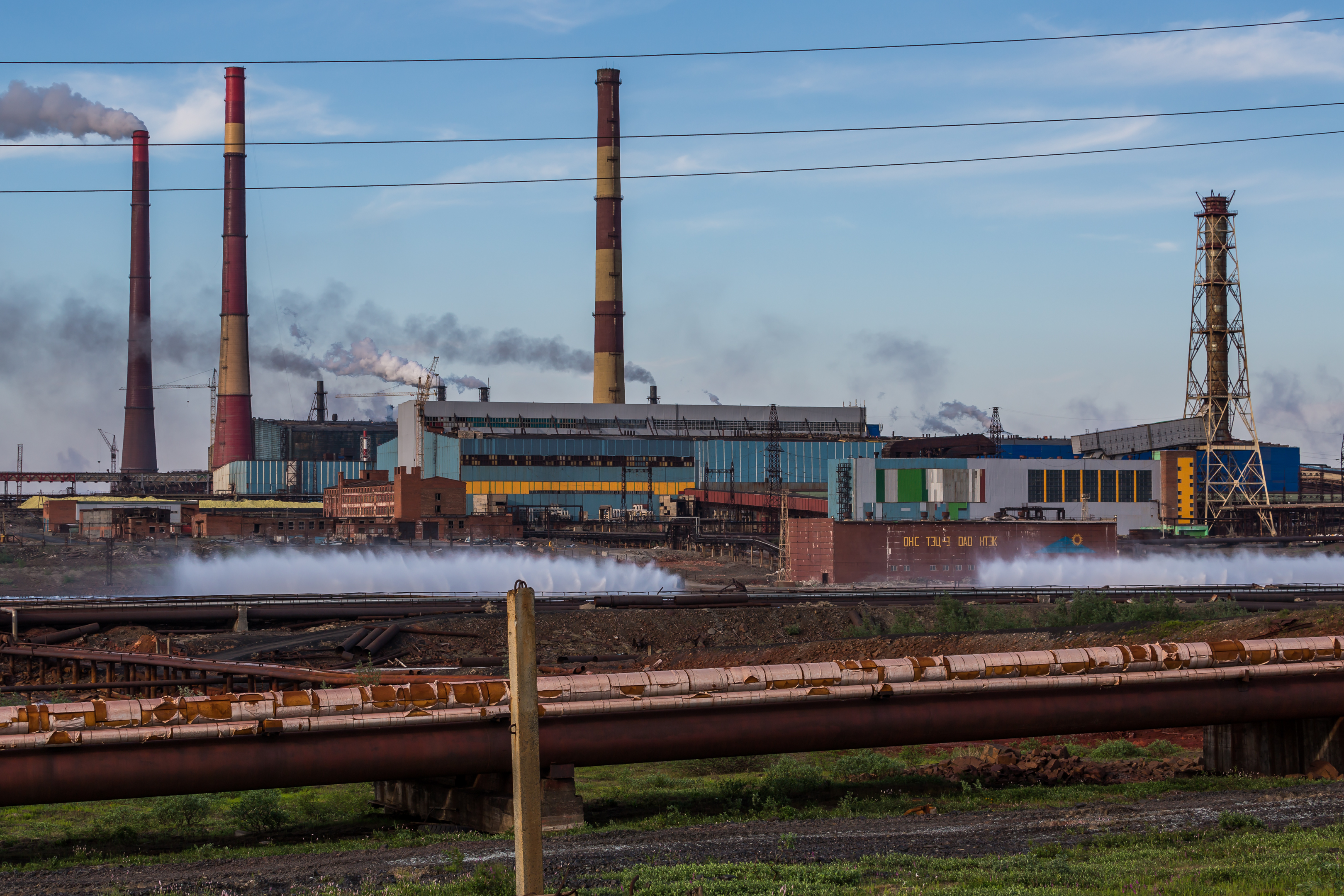
Norilsk Nickel

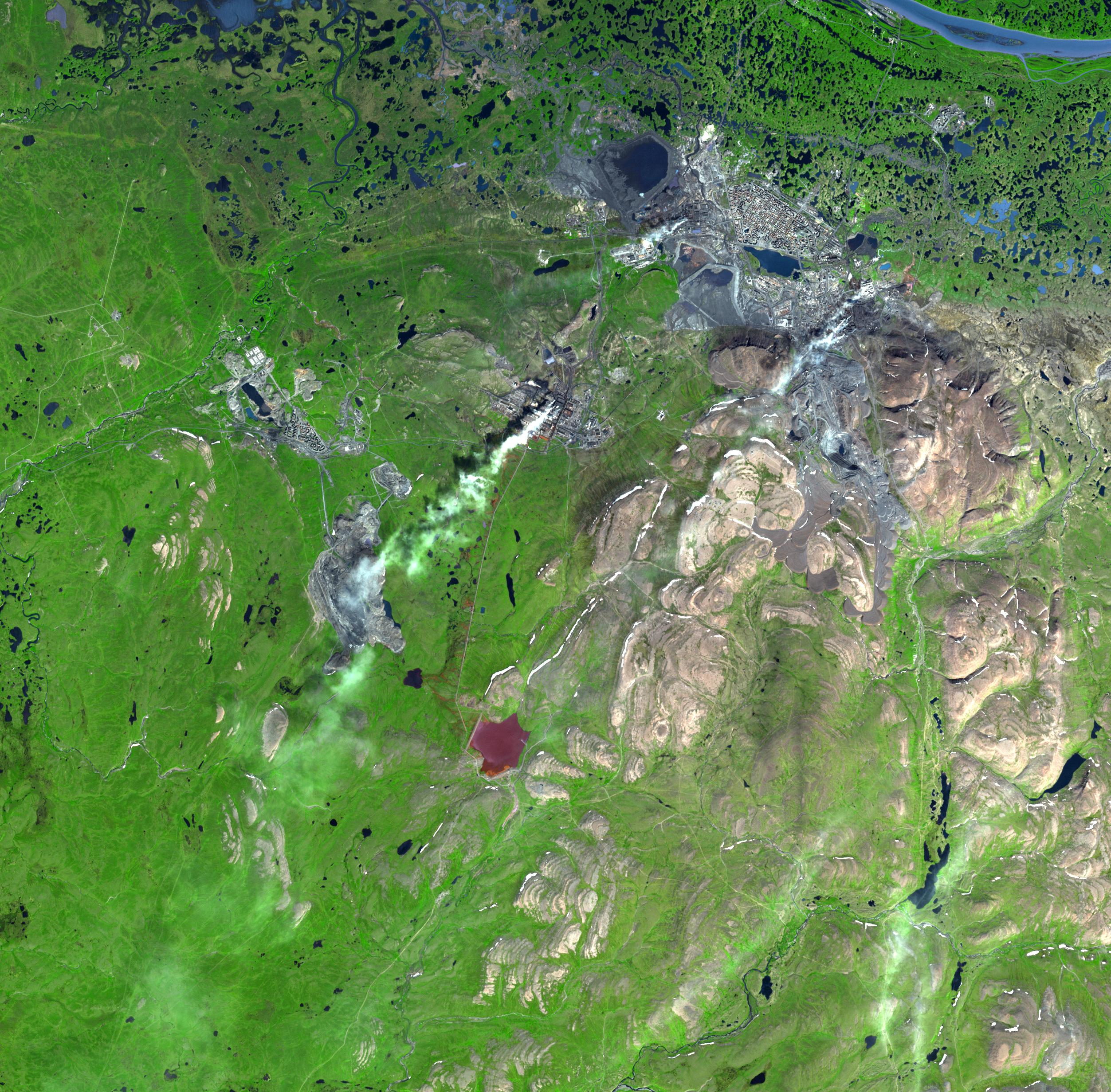
wpływ emisji na środowisko

Ostatnie 10 lat kontynuuje swoją pracę jest krytykowany z powodu korupcji i negatywnego wpływu na środowisko.

### Działalność w latach 2016-2023
| 2016 | Zamknięcie fabryki niklu, żeby zmniejszyć emisji dwutlenku siarki do atmosfery Norylska.                                                |
| 2017 | Skończenie modernizacji fabryki wzbogacania. Podpisanie protokołu ustaleń z niemieckim koncernem chemicznym BASF.                       |
| 2018 | Podpisanie umowy długoterminowej z BASF o dostawę surowców kobaltowych i niklowych.                                                     |
| 2019 | Kompania wzięła udział w corocznym “Dniu inwestora” w Londynie, gdzie była pokazana strategia na następne 10 lat i program ekologiczny. |
| 2020 | Została podpisana umowa z Fortum i BASF o recykling baterii w m. Harjavalta we własnej fabryce niklu.                                   |
| 2021 | Został wyprodukowany pierwszy na świecie nikiel neutralny pod względem emisji dwutlenku węgla.                                          |
| 2023 | Stworzenie wspólnej fabryki z kompanią “Lukoil” wydobycia gazu naturalnego i ropy naftowej “Wareinaftagaz”.                             |
| 2024 | Z powodu rosyjskiej inwazji na Ukrainę przedsiębiorstwo zostało objęte sankcjami przez USA.                                             |

## Model biznesowy

### Działalność
1) Baza mineralno-surowcowa i eksploracja geologiczna
᛫ przewidywane zapasy: 1257 mln t. rudy (9 mln t. Ni; 16 mln t. Cu)
᛫zidentyfikowane zapasy: 1 869 mln t rudy (14 mln t. Ni; 23 mln t. Cu)
2) Wydobywanie i wyprodukowanie
3) Sprzedaż

### Geografia aktywów
1) zakład produkcyjny Norylska
2) zakład produkcyjny Kolska
3) Zabajkalski zakład produkcyjny

### Wyniki finansowe (2024)
EBITDA: 6,9 mld USD
Rentowność EBITDA: 48%
Przychody: 14,4 mld USD

## Krytyka
Norylsk Nickel jest jednym z głównych trucicieli środowiska w Rosji. W maju 2020 roku elektrociepłownia w Krasnojarsku, zarządzana przez przedsiębiorstwo, skaziła wodę i grunty powyżej 21 000 ton oleju opałowego. Z punktu widzenia większości ekologów, przyczyną tego był fatalny stan techniczny zbiornika. Zdaniem menedżerów organizacji było to osiadanie fundamentów zbiornika, spowodowane topnieniem wiecznej zmarzliny.
Jednym z głównych powodów takiego stanu rzeczy jest bezczynność państwa w celu uzyskania jak największych przychodów do budżetu federalnego, jak też środków na schematy korupcyjne dla elit rosyjskich.